# سي. أ. إينغرام
سي. أ. إينغرام هو محامي وسياسي أمريكي، ولد في 19 مارس 1867 في واوبيك في الولايات المتحدة، وتوفي في 19 ديسمبر 1937 في دوراند في الولايات المتحدة. نشط حزبياً في Wisconsin Progressive Party ‏. وقد انتخب عضو جمعية ولاية ويسكونسن ‏.